# Glossosphecia contaminata
Glossosphecia contaminata is een vlinder uit de familie wespvlinders (Sesiidae), onderfamilie Sesiinae.
Glossosphecia contaminata is voor het eerst wetenschappelijk beschreven door Butler in 1878. De soort komt voor in het Palearctisch gebied.